# Drengman Aaker
Drengman Olsen Aaker (24 tháng 9 năm 1839 - 30 tháng 3 năm 1894) là một chính trị gia và doanh nhân người Mỹ.

## Tiểu sử
Sinh ra tại Hjartdal, Telemark, Na Uy, Aaker cùng cha mẹ di cư đến Hoa Kỳ vào năm 1848 và định cư tại Quận Waukesha, Wisconsin. Năm 1854, Aaker và gia đình định cư tại Quận Winneshiek, Iowa. Trong Nội chiến Hoa Kỳ, Aaker phục vụ trong Trung đoàn Bộ binh tình nguyện Iowa 12.
Aaker sau đó sống ở Ridgeway, Iowa và kinh doanh thương mại. Trong những năm sau cuộc hôn nhân năm 1869 với Christina Andersdatter Turvold (1849-1922), Aaker trở thành một nhân vật kinh doanh thành công ở Quận Winneshiek, là người điều hành một bãi gỗ. Sau đó, ông là thành viên của công ty thương mại của Galby và Aaker, kinh doanh ngũ cốc trong suốt những năm 1870. Trong phần cuối của thập kỷ đó, Aaker đã bán bãi gỗ của mình và trở thành chủ sở hữu của Ridgeway Creamery, sau đó đã bị cháy rụi vào tháng 3 năm 1884.
Từ năm 1882 đến năm 1886, Aaker phục vụ trong Hạ viện Iowa và là một đảng viên Cộng hòa. Aaker qua đời tại nhà riêng ở Ridgeway, Iowa ở tuổi 54.